# 向福寺

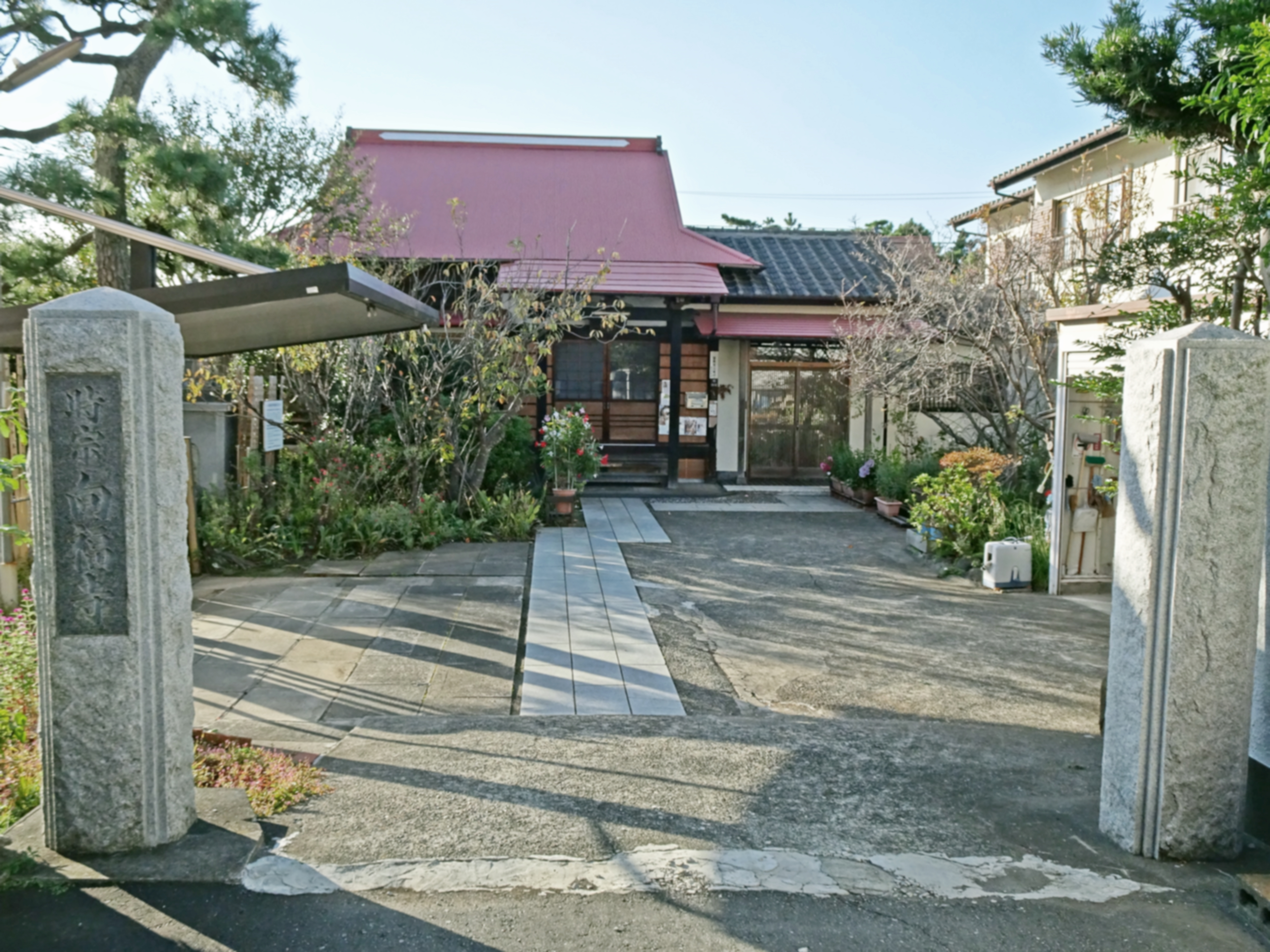
向福寺山門

向福寺（こうふくじ）は、神奈川県鎌倉市にある時宗の寺院。

## 歴史
1282年（弘安5年）、一向俊聖によって開山された。一向俊聖は「一向宗」の開祖である。時宗の開祖一遍とは同世代の僧侶であり、一遍とは別に全国各地を遊行し踊念仏を行っていた。江戸時代に時宗に統合され、時宗の寺院となった。
現在の本堂は1930年（昭和5年）に建てられたものである。1923年（大正12年）の関東大震災で旧本堂が倒壊したことによる。なお、旧一向宗の流れを汲む時宗一向派寺院は、1943年（昭和18年）に時宗から浄土宗に転宗したが、当寺は時宗に留まっている。

## 交通アクセス
- 鎌倉駅より徒歩16分。